# Список послов Украины в Казахстане
В статье представлен список послов Украины в Казахстане.

## Хронология дипломатических отношений
- 22 июля 1992 года — установлены дипломатические отношения между Республикой Казахстан и Украиной.
- Май 1992 года — открыто Посольство Украины в Республике Казахстан.

## Дипломатические представительства в Казахстане
В Казахстане действуют следующие представительства Украины:
- Посольство Украины в Астане.
- Генеральное Консульство Украины в Алматы.
- Почетное Консульство Украины в Костанае.

## Список послов
| Срок полномочий                    | Посол             | Комментарии          |
| ---------------------------------- | ----------------- | -------------------- |
| июль 1994 — декабрь 1999           | Виктор Богатырь   |                      |
| январь 2000 — март 2001            | Евгений Карташов  |                      |
| 30 августа 2001 — 18 августа 2005  | Василий Цибенко   |                      |
| 5 сентября 2006 — 29 июня 2010     | Николай Селивон   |                      |
| 2 августа 2010 — сентябрь 2013     | Олег Дёмин        |                      |
| сентябрь 2013—2017                 | Юрий Лазебник     |                      |
| 2017—2018                          | Владимир Джиджора | временный поверенный |
| 17 мая 2018 — 24 декабря 2019      | Иван Кулеба       |                      |
| 2019—2020                          | Олег Кобзистый    | временный поверенный |
| 10 сентября 2020 — 19 октября 2022 | Пётр Врублевский  |                      |